# 조시 비셋
조시 비셋(Josie Bissett, 1970년 10월 5일 ~ )은 미국의 배우이다.

## 출연 작품
- 인천상륙작전 : 익스텐디드 에디션(확장판) (2016)
- 인천상륙작전 (2016)
- 미국 십대의 비밀생활 시즌5 (2012)
- 미국 십대의 비밀생활 시즌1 (2008)
- 디 어더 우먼 (2008)
- 킬러 사운드 (1998)
- 볼티모어의 연인 (1995)
- 결혼 성공하기 (1994)
- 마이키 (1992)
- 올 아메리칸 머더 (1992)
- 다니엘 스틸 - 비밀 (1992)
- 아이 포지드 포 플레이보이 (1991)
- 도어즈 (1991)
- 사랑의 책 (1990)
- 힛처 2(영어판) (1989)